# バッド (車両メーカー)
バッドカンパニー (The Budd Company) は、かつてアメリカ合衆国ミシガン州トロイに本社を置いた金属加工メーカー。日本語で「バッド社」と通称した。
機械工から鉄道車両製造技術者に転じたエドワード・G・バッド (Edward G. Budd, 1870 – 1946) が、1912年にペンシルベニア州フィラデルフィアで設立した。1913年に世界初の全鋼製自動車ボディを開発し、1932年にステンレス鋼を損傷なく溶接する技術として「ショット溶接」(Shot welding) を発明し、第二次世界大戦後も世界各国へステンレス製鉄道車両などを供給した。
1978年にドイツ・ティッセンクルップグループ傘下となり「バッドティッセン」(BuddThyssen) に改称した。鉄道車両製造事業などを売却して自動車用鋼材を中心とする金属加工メーカーとなり、1999年に「ティッセンクルップバッド」(ThyssenKruppBudd) と改称し、2006年に事業を売却し、2014年に破産を申請して倒産した。現在は退職者を対象にした年金事業等を行う法人として存続する。
ステンレス製飛行艇「パイオニアI」、「パイオニア・ゼファー」号の機関「パイオニアII」、日本型鉄道車両にも用いられた台車「パイオニアIII」、など意欲的な新製品は開発順に「パイオニア」の名称を付した。

## 歴史

### 自動車の先駆者
1912年に創業して1916年にダッジへ車体を納入する。

### 鉄道における伝説
1930年代から1989年まで鉄道車両も製造した。特にステンレス鋼接合技術「ショット溶接」を開発して広く知られ、鉄道以外の多くの分野にも生かされた。

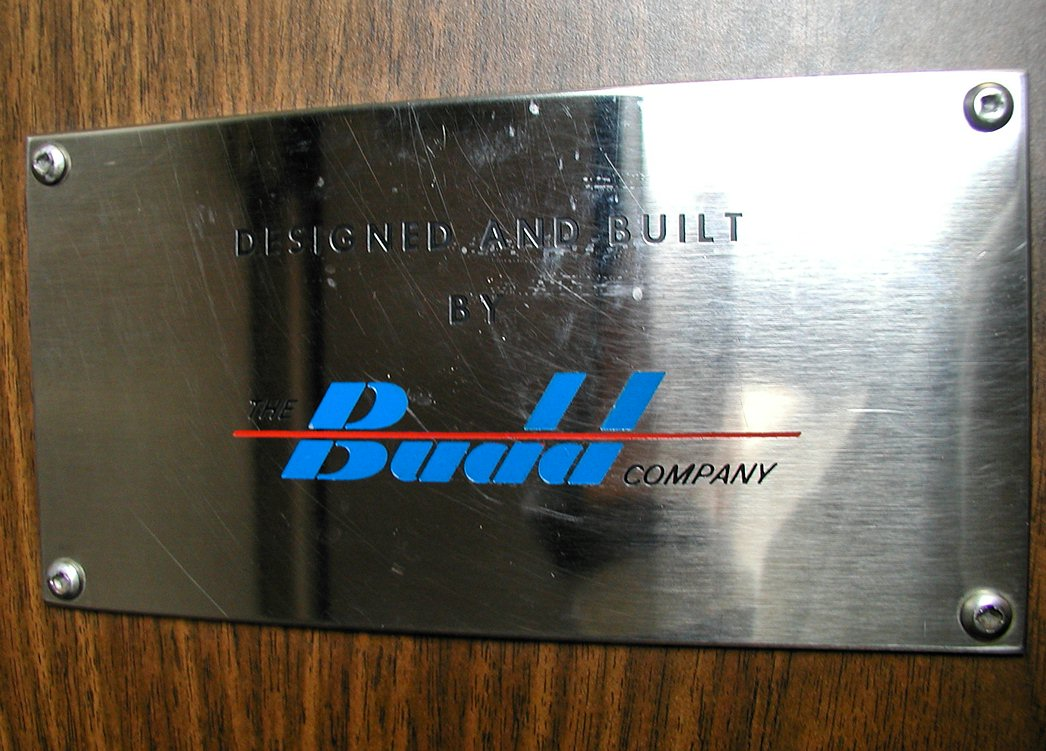
鉄道車両に設けられたバッド社の製造銘板

1934年に輝くステンレス車体と奇抜な外観で有名なパイオニア・ゼファーを納入した。この車両は流線形ブームを先駆け、現在シカゴ科学産業博物館に収蔵されている。1949年に単行運転が可能で総括制御に対応した画期的な気動車、レール・ディーゼル・カー (RDC) を開発した。1950年代にステンレス車体の客車を大手鉄道会社へ納入し、エル・キャピタン (El Capitan) やスーパー・チーフ (Super Chief) などの看板列車に用いられ、鉄道業界で存在感を示した。
このほか、1964年の東海道新幹線開通に触発されたペンシルバニア鉄道へ高速電車メトロライナーを製造し、1971年に発足したアムトラックにも引き継がれ、「世界最高速クラスの列車」としてポスターに用いられるなどアムトラック初期の看板列車となった。

### 東急車輛製造とライセンス提携
オールステンレス車両の技術が世界で注目され、各国の鉄道車両メーカーが技術を採用するため同社とライセンス提携を結んだ。以下にそれを示す。
- カール・フーシェ（フランス語版）（フランス）
- ピアッジオ（イタリア）
- SOREFAME（ポルトガル語版）（ポルトガル）
- コモンウェルス・エンジニアリング（オーストラリア）
- マフェルサ（ブラジル）
- カナディアン・カー・アンド・ファウンドリー（英語版）（カナダ）
- リンケ＝ホフマン・ブッシュ（ドイツ）
- 東急車輛製造（日本）
- カナディアン・ヴィッカーズ（英語版）（カナダ）
- Avco（英語版）（アメリカ合衆国）

日本は東急車輛製造が1960年代初めにライセンスを交わし、1962年（昭和37年）に東京急行電鉄向け7000系電車を落成した。台車は同社の「パイオニアIII」型を用い、日本のオールステンレス車体時代の契機となる。東京急行電鉄は路面電車の玉電を例外に、7000系以後専らこのライセンスに基いてオールステンレスカーを投入した。バッド社が与えた影響について、「東急のステンレスカー」を特集した『鉄道ファン 1979年5月号』は編集後記コーナー「カレチ」で「東急の車両を変えてしまったといっても過言ではない」と評している。日本国内向けに加えて、台湾国鉄向けのDR2700形気動車など東急車輛製造の海外向け輸出車輌もステンレスカーが投入された。

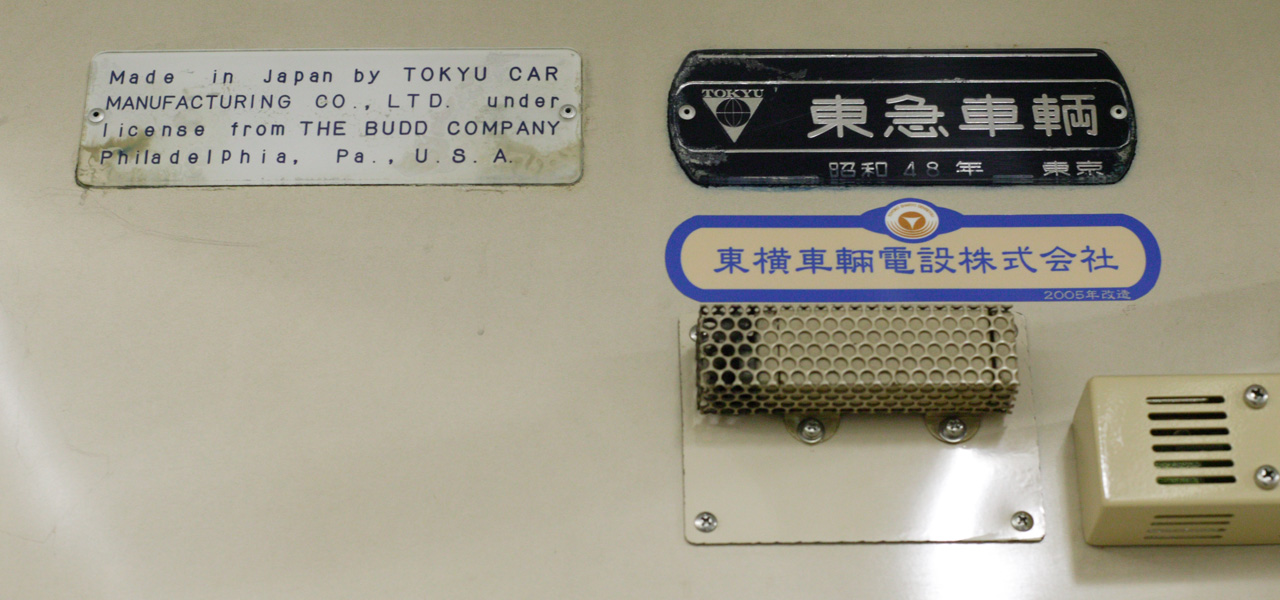
東急車輛製のステンレスカーに付けられていた、バッド社のライセンス下で製造されたことを示すプレート（写真は伊豆急行8000系、元東急8000系）
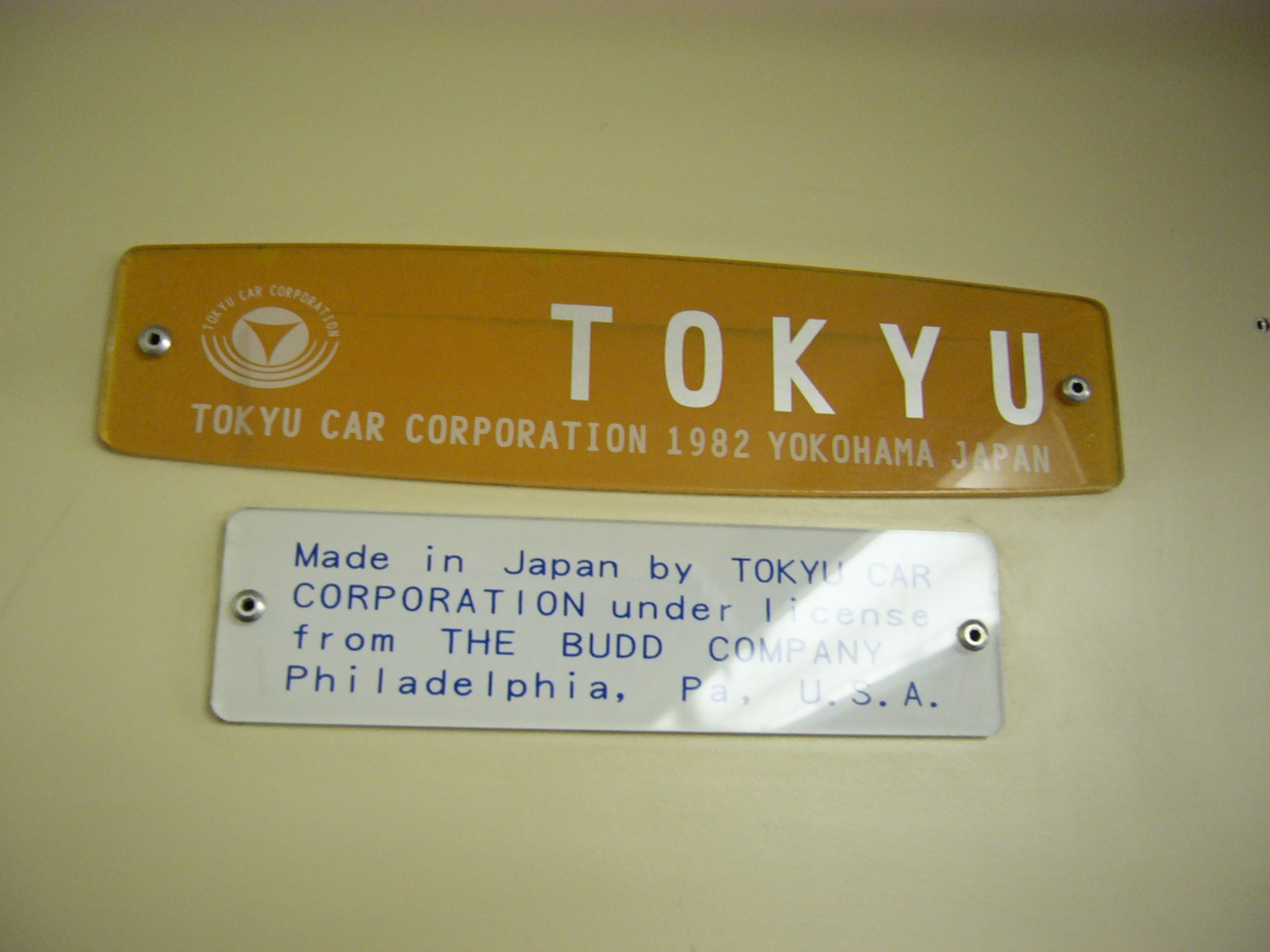
東急車輛製は輸出向け車輌の一部も同ライセンス下で製造し、同様のプレートがつけられた。（写真は台湾向けDR2800形気動車）
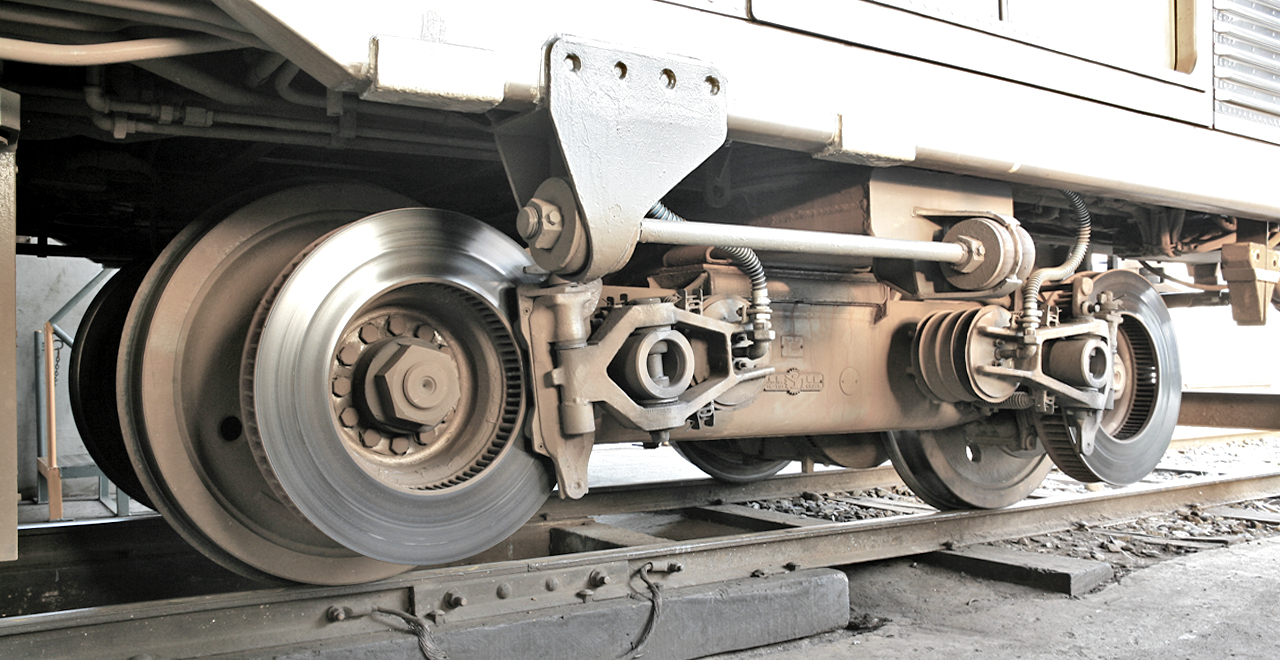
東急車輛製造がライセンス生産した「パイオニアIII」台車

### 航空機への挑戦
1930年代に航空機を研究したことでも知られ、飛行艇「パイオニアI」を試作し、ステンレスによる航空機製造の可能性を模索した。第二次世界大戦時にごく少数をアメリカ海軍へ納入した。

### 斜陽
1964年から1965年にニューヨーク市地下鉄のR32形、1968年にフィラデルフィアのPATCO用電車、1969年から1970年にシカゴ・L用2200形、1981年から1987年に同2600形などの通勤電車を製造した。1975年から1983年にアムトラックへ向けて製造したアムフリート客車を基として、1977年にレールディーゼルカーの後継機として「SPV2000形気動車」構想を発表する。この頃は西ドイツの鉄鋼企業ティッセンによる買収が取り沙汰されるなど徐々に先行きが不透明になり、1978年に買収された。

### 鉄道車両の製造終了
1980年代半ば、業績の悪化していたバッドは鉄道車両製造部門を改組して「トランジット・アメリカ」と名づけた。これはシカゴ交通局のシカゴ・L用2600形後期製造車などの製造銘板にも銘記されたが、業績回復につながらなかった。1987年4月3日にフィラデルフィア北東部に位置したレッド・ライオン工場の操業を停止し、保有する車輌設計をボンバルディアへ売却した。

## 主要製品

### 自動車

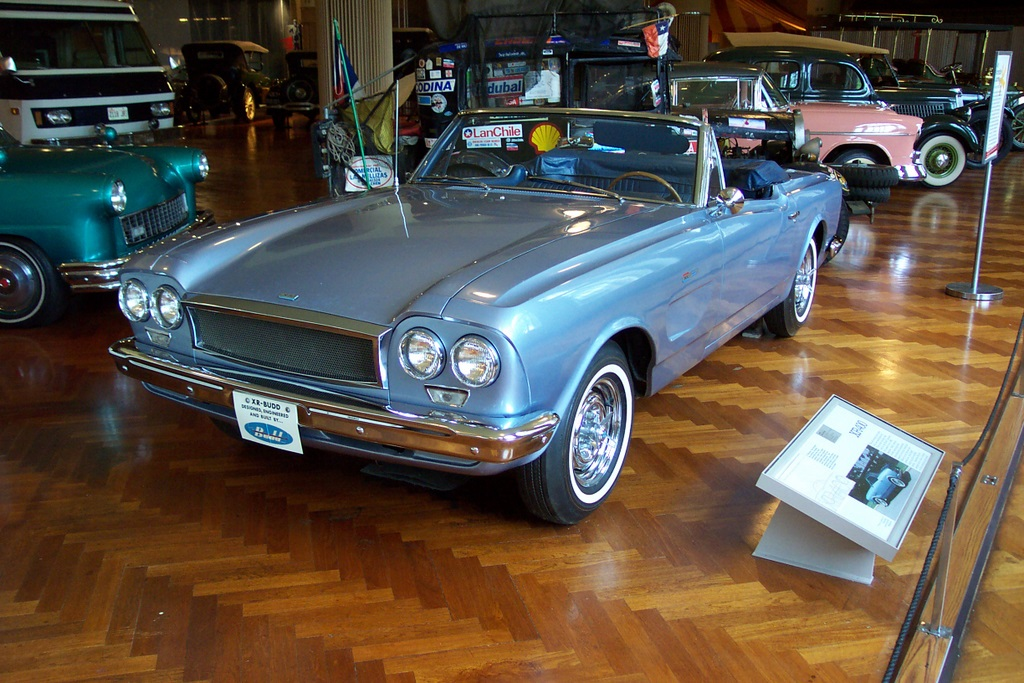
バッド・XR-400

### 航空機

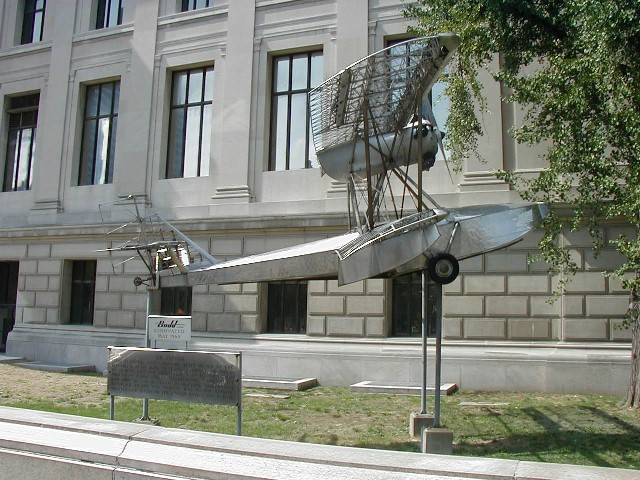
BB-1
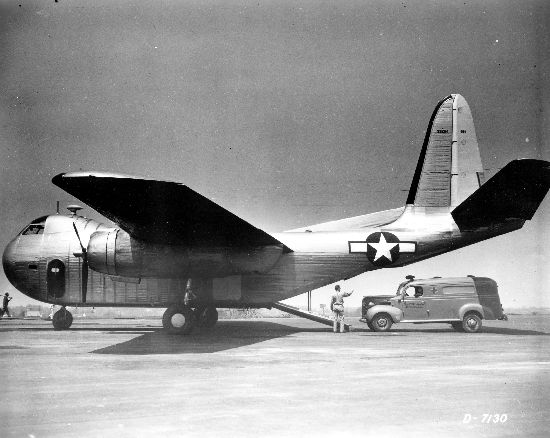
RB コネストガ

### 鉄道車両

#### バッド社独自で製造した主な車両

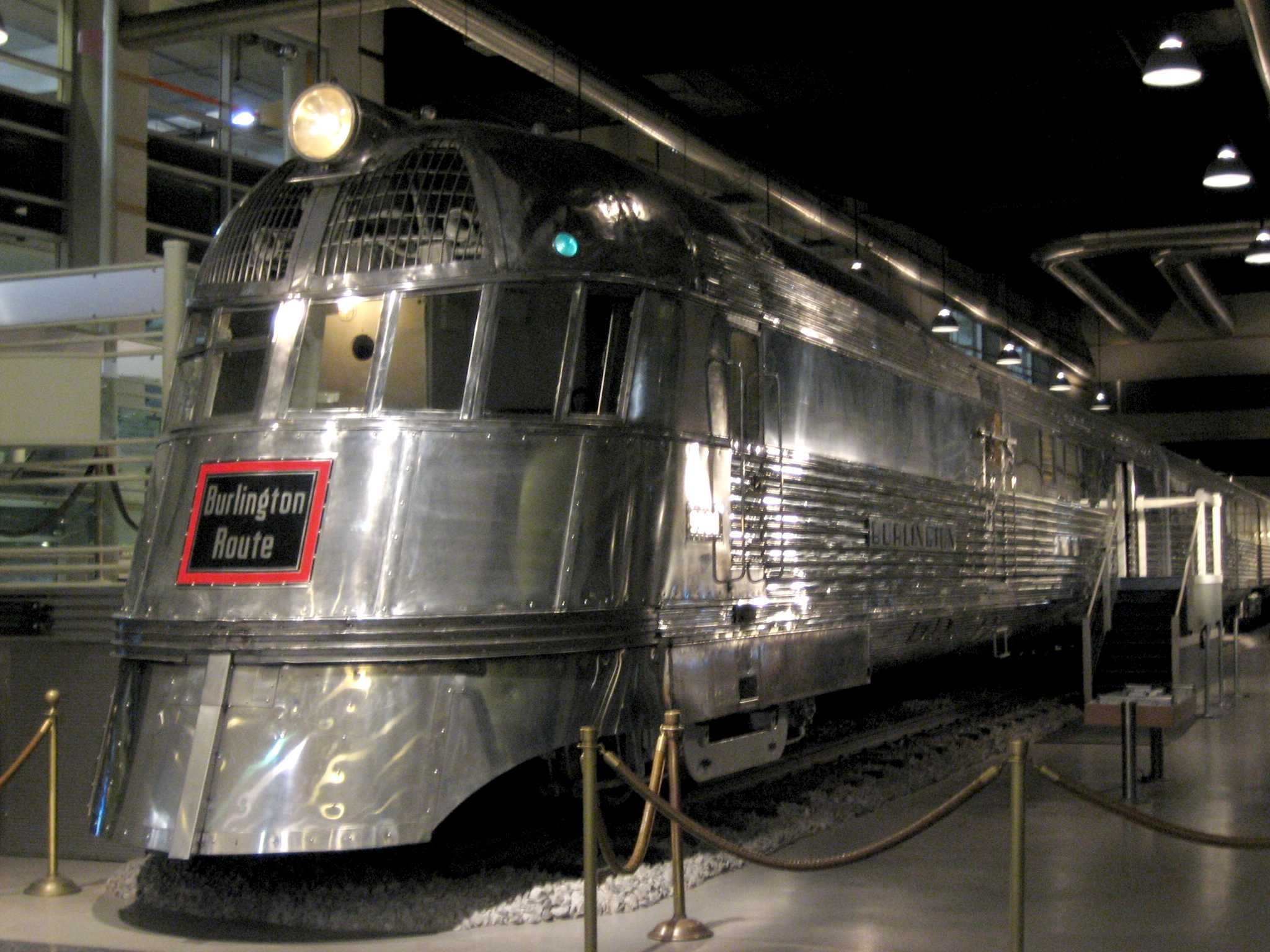
パイオニア・ゼファー
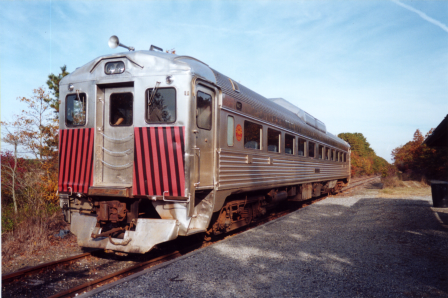
Rail Diesel Car
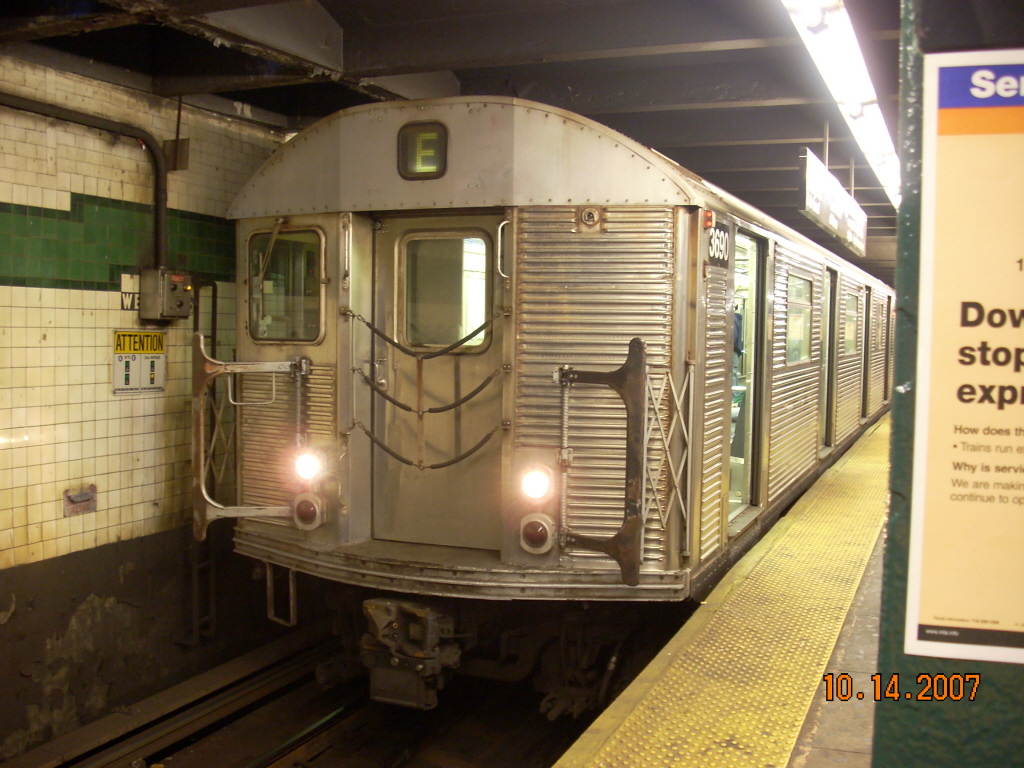
NYCのR32型
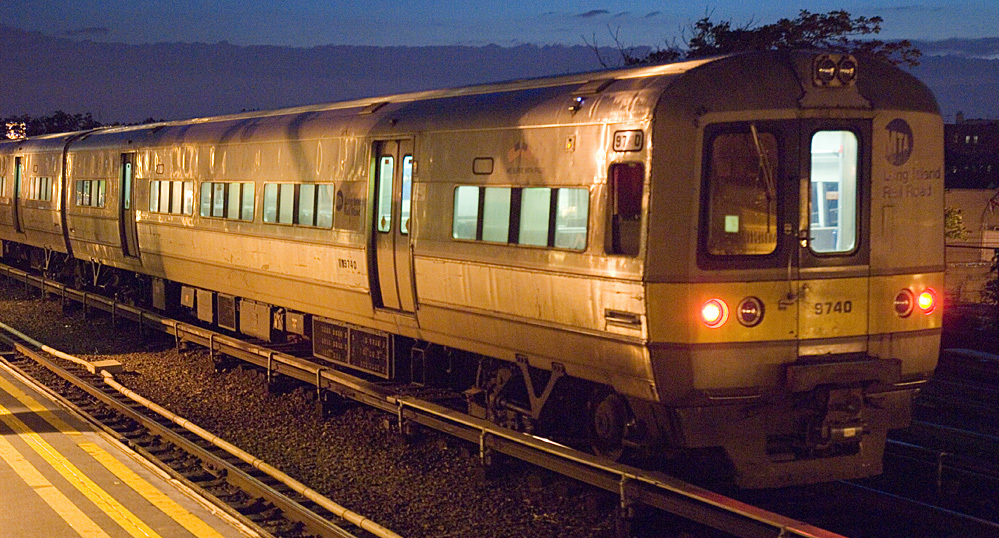
LIRRのM1型
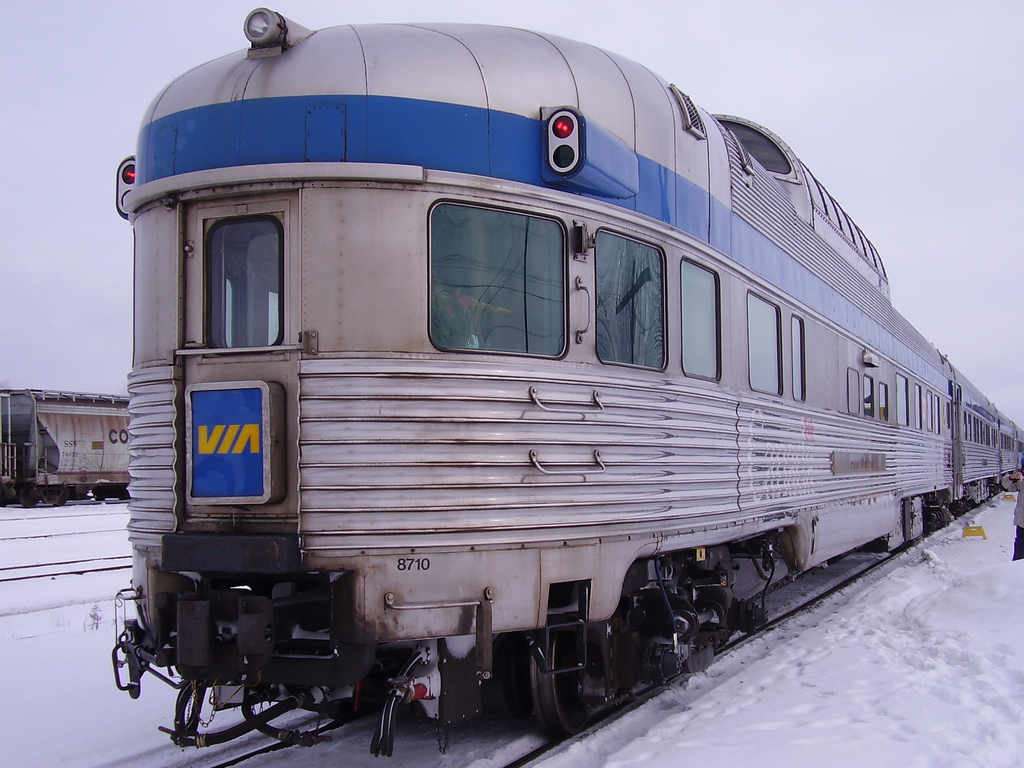
CP→VIA鉄道のパーク・カー
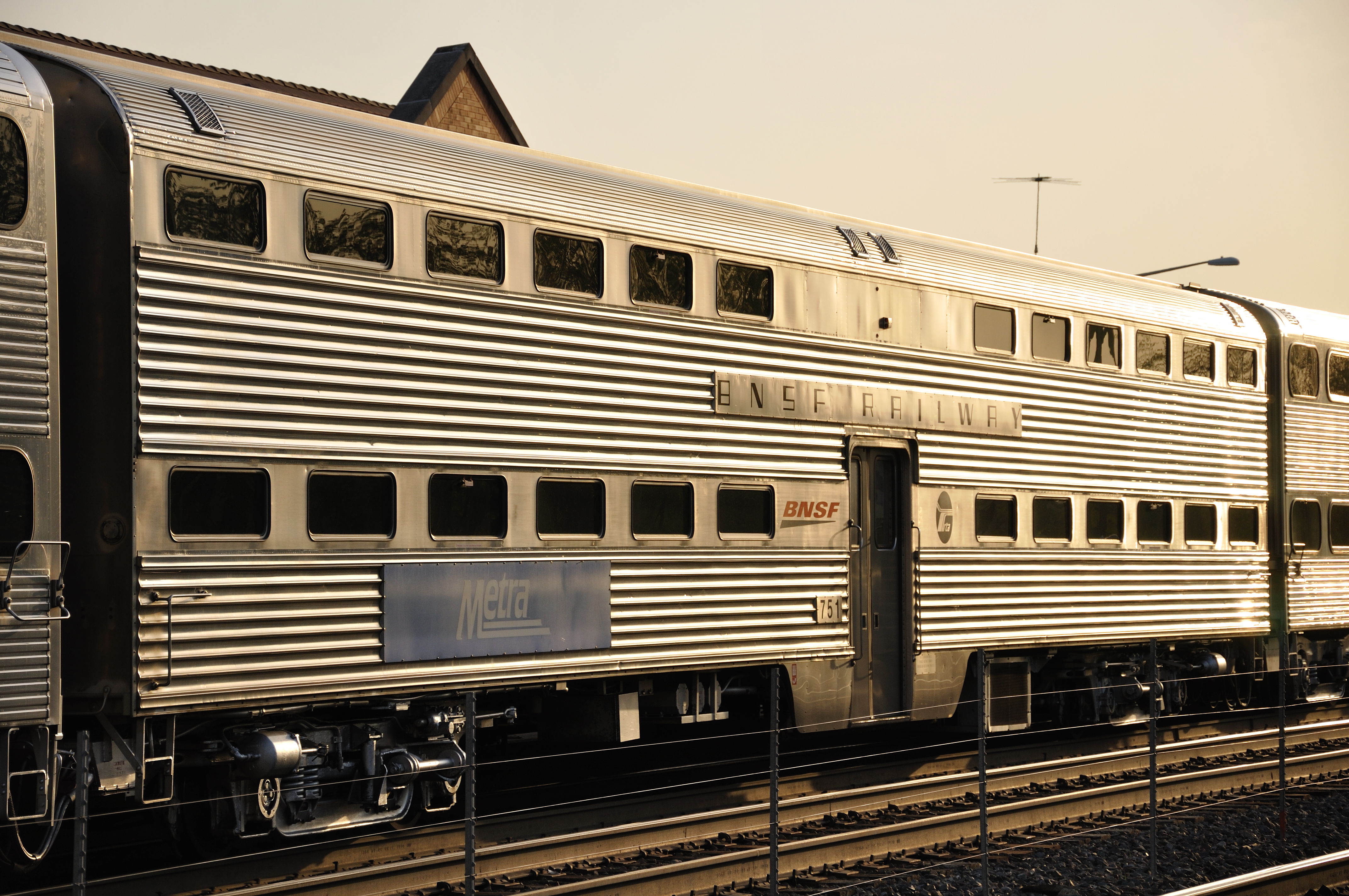
CB&Q→メトラのギャラリーカー
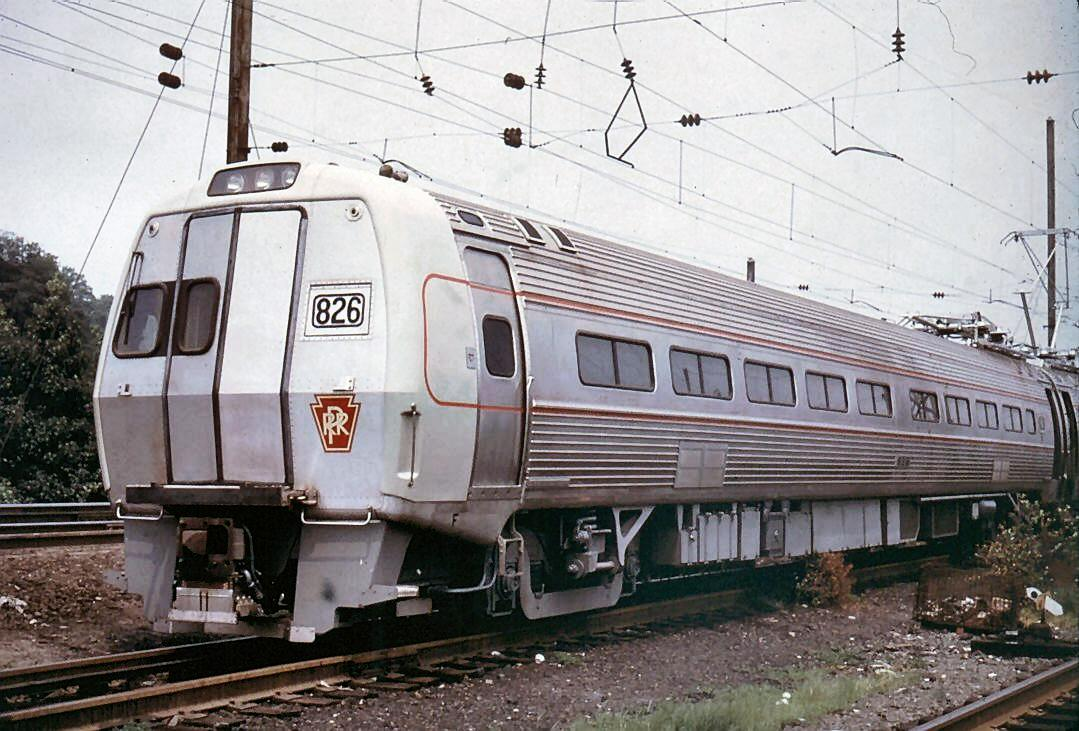
ペンシルバニア鉄道のメトロライナー
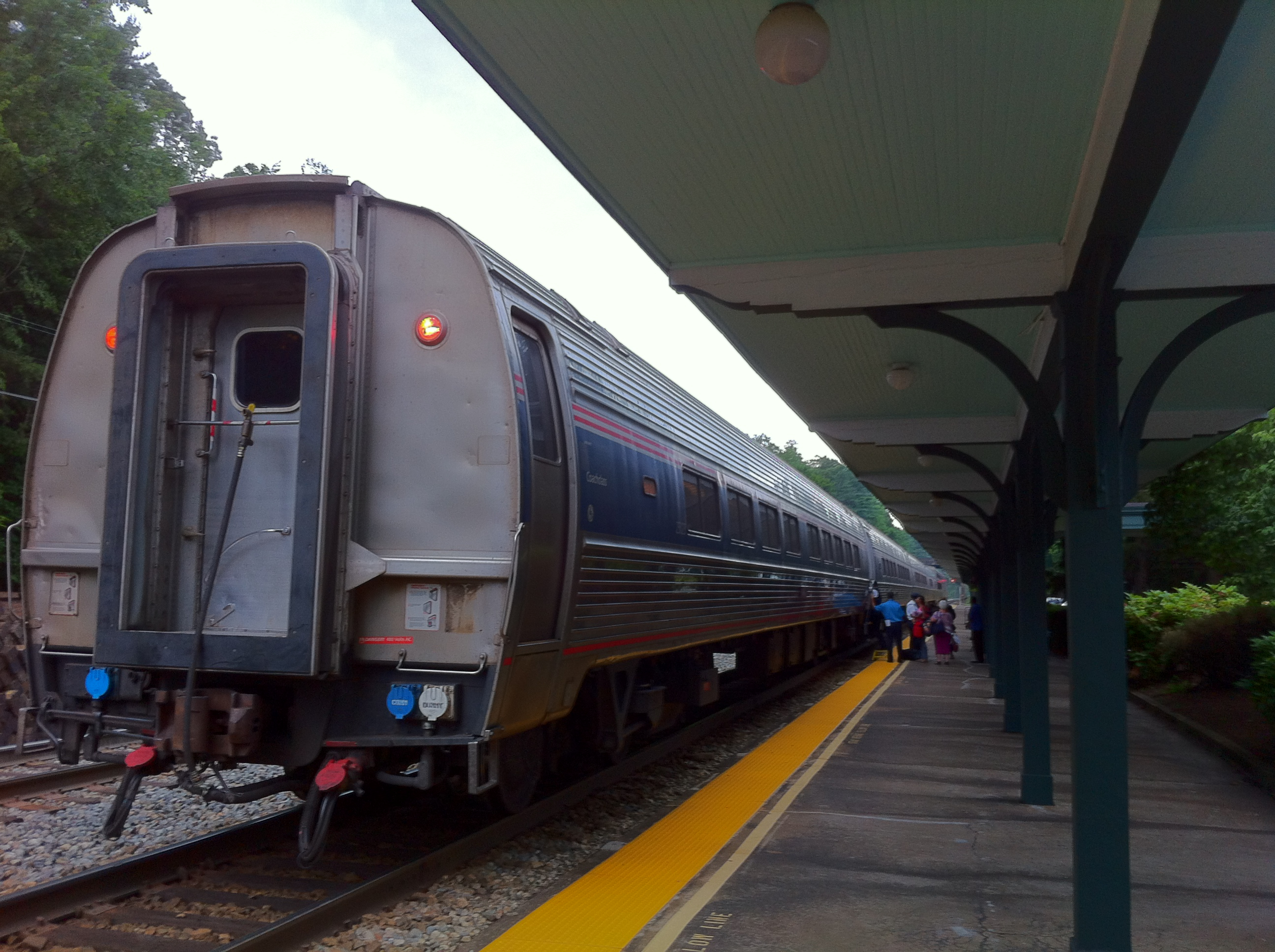
アムトラックのアムフリート客車
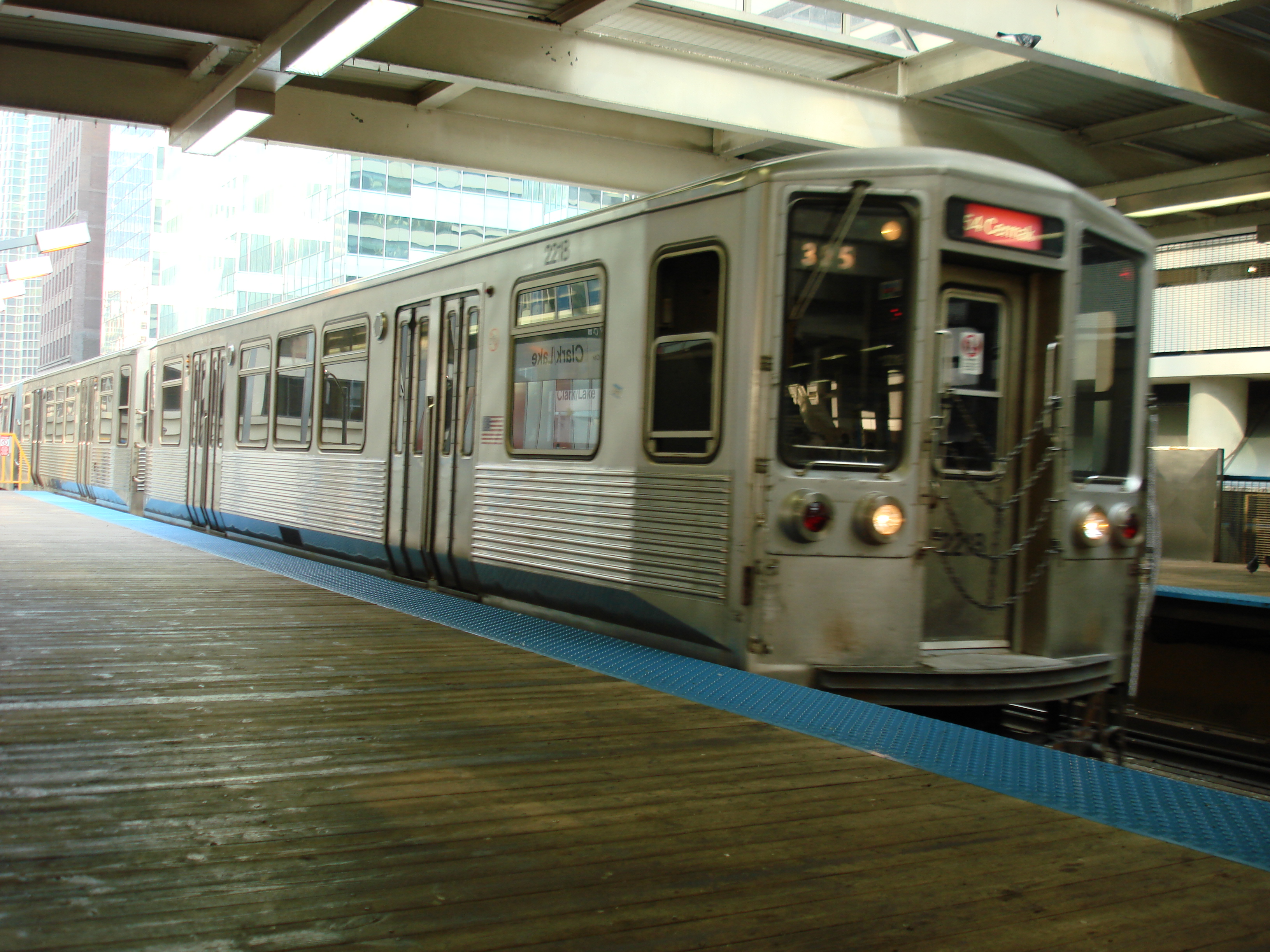
CTAの2200形
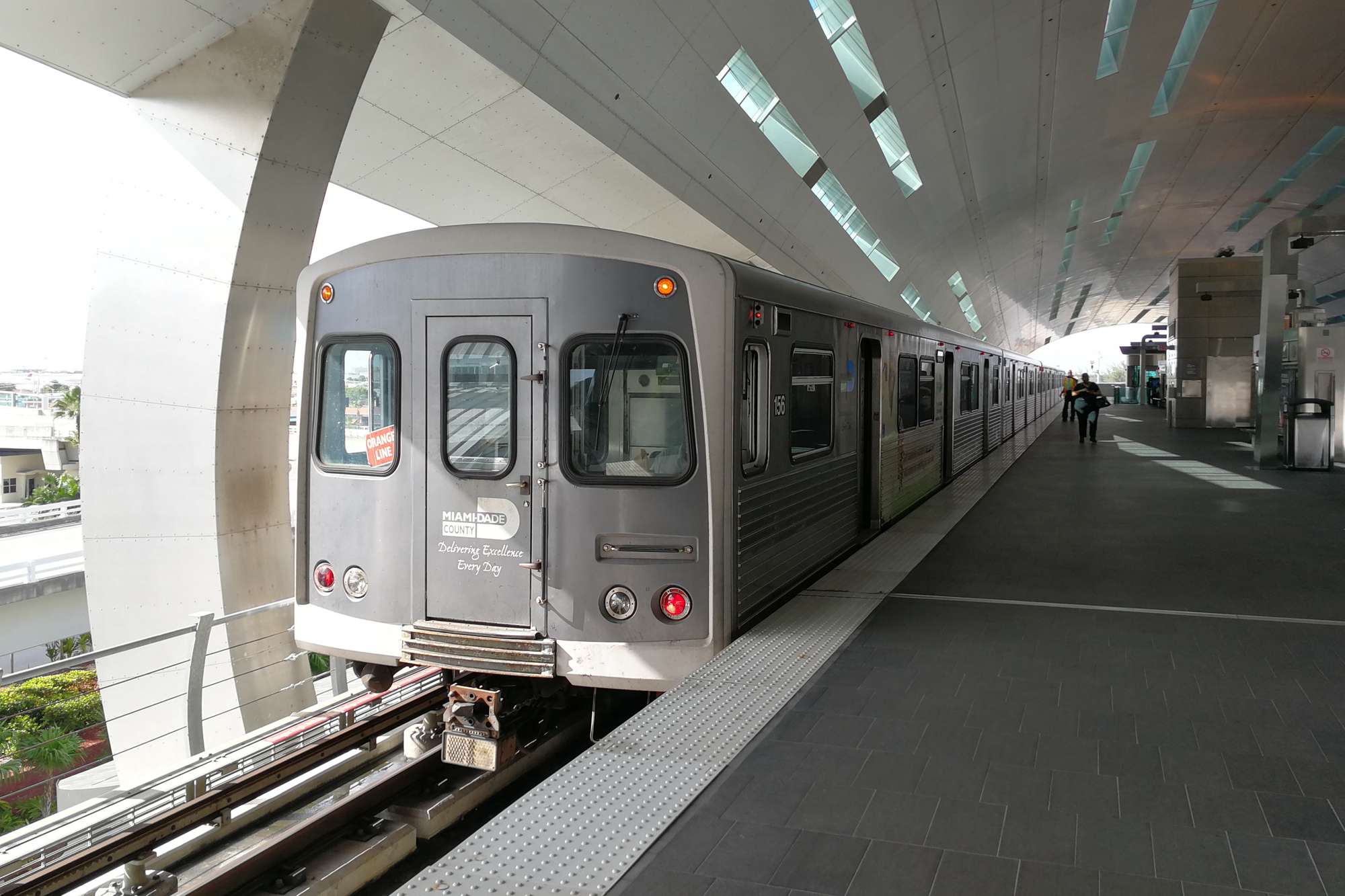
メトロレール (マイアミ)のユニバーサル・トランジット・ビークル

#### バッド社のライセンスで製造された車両

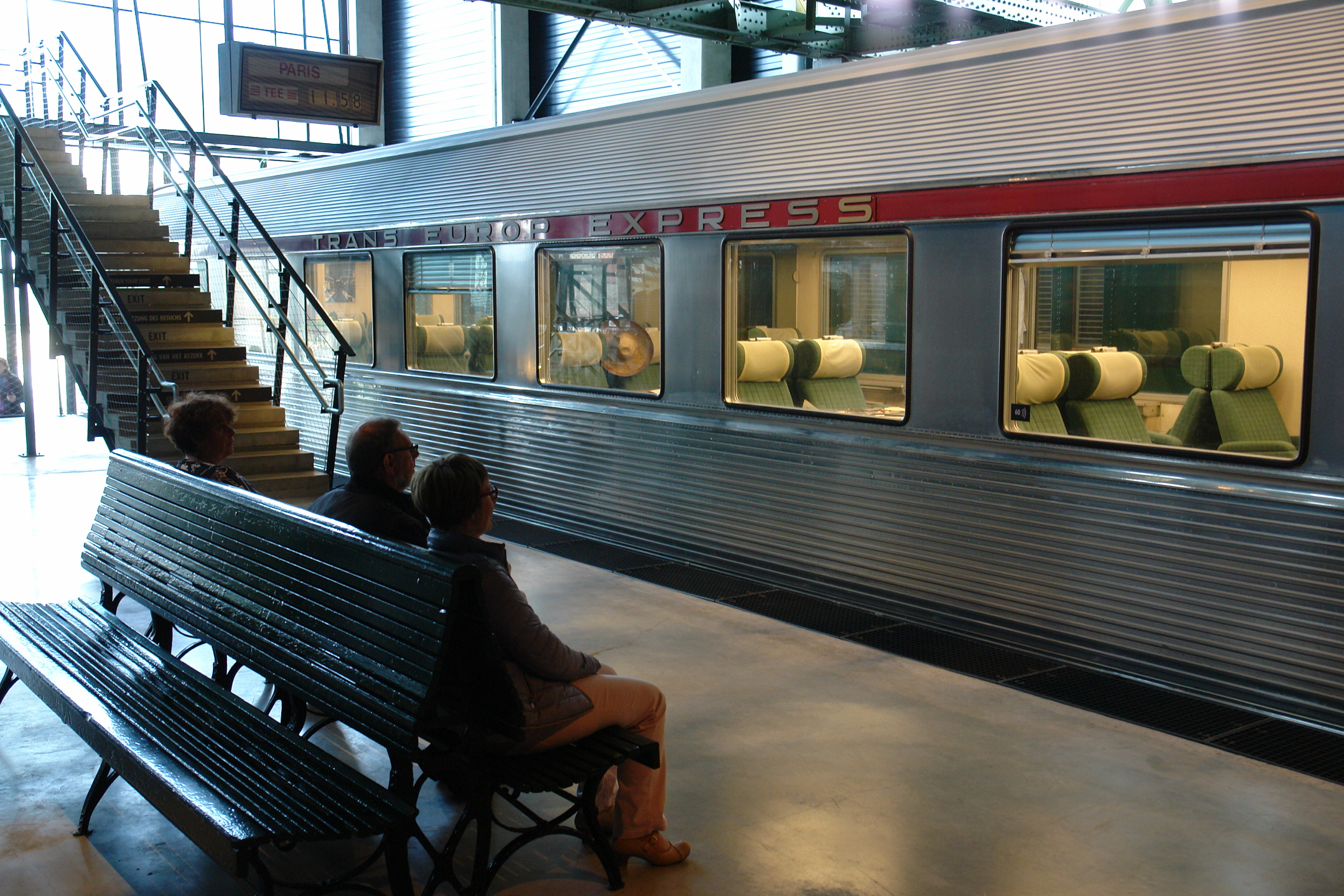
TEEの列車エトワール・デュ・ノール用の客車 （カール・フーシェによるライセンス生産）
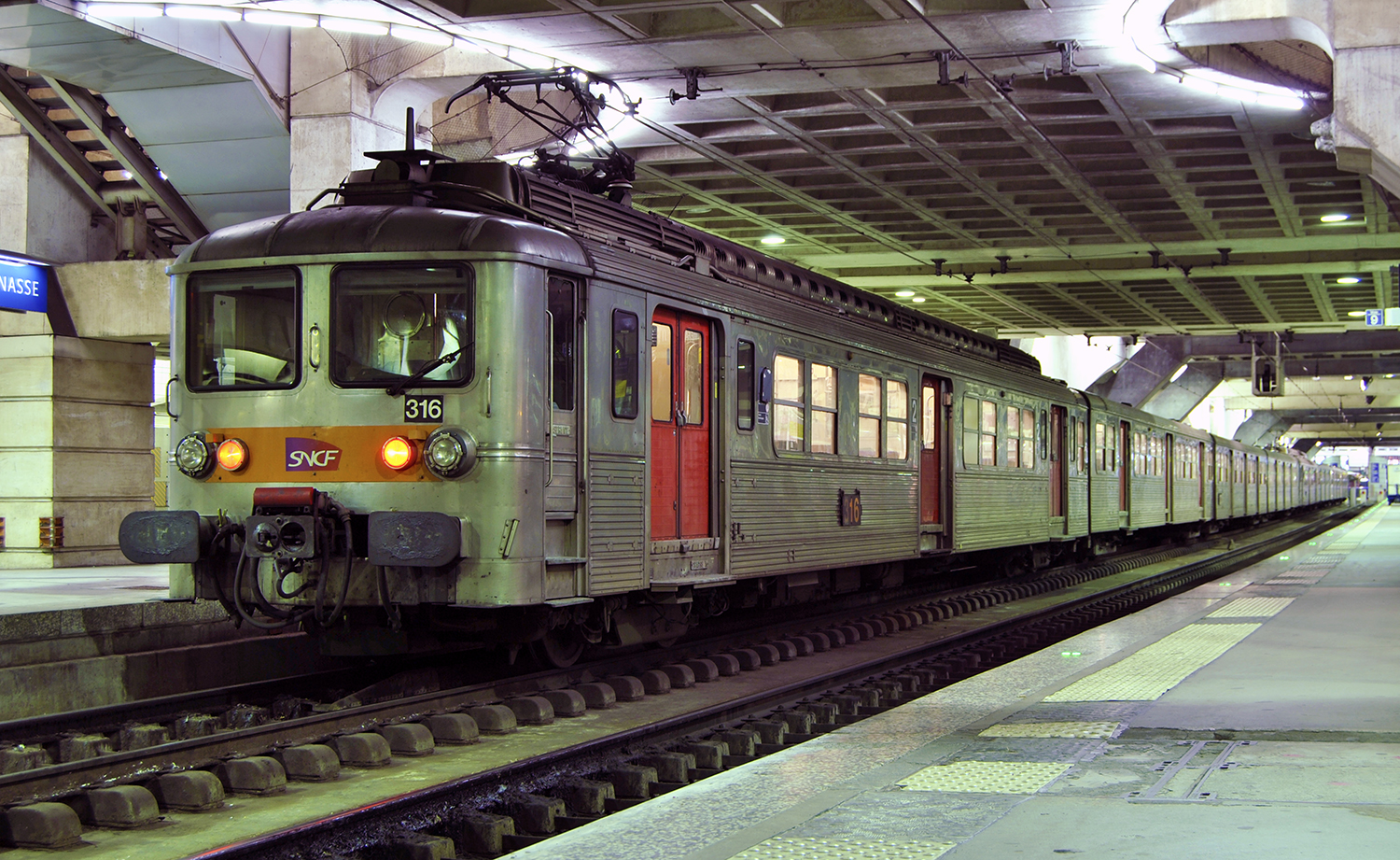
フランス国鉄のZ5300型電車 （カール・フーシェによるライセンス生産）
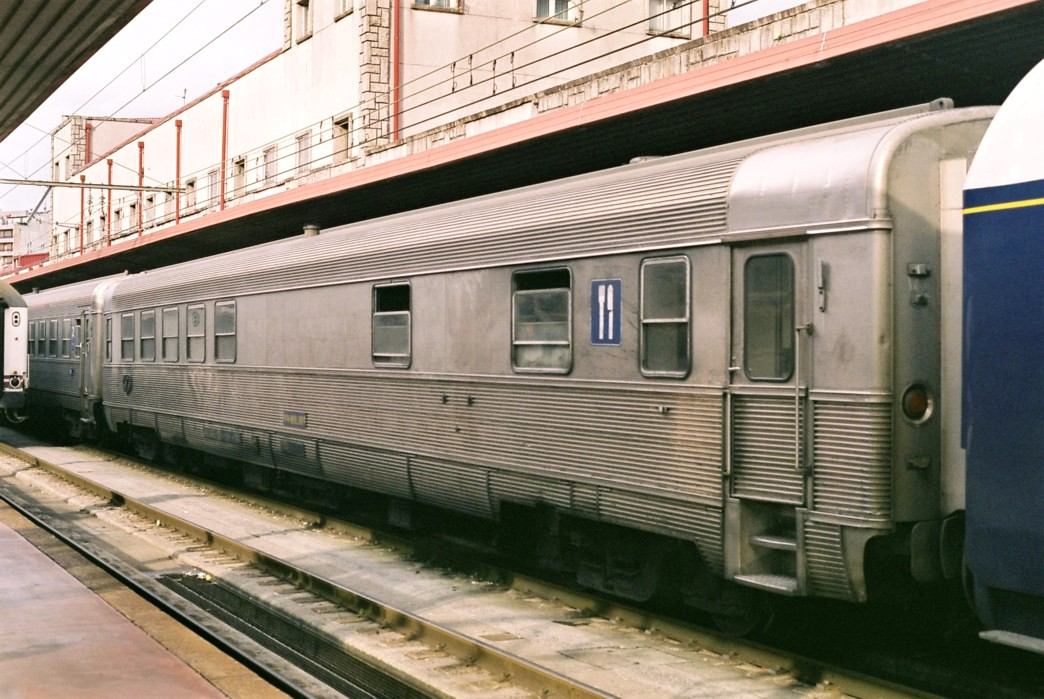
ポルトガル鉄道の食堂車 （SOREFAMEによるライセンス生産）
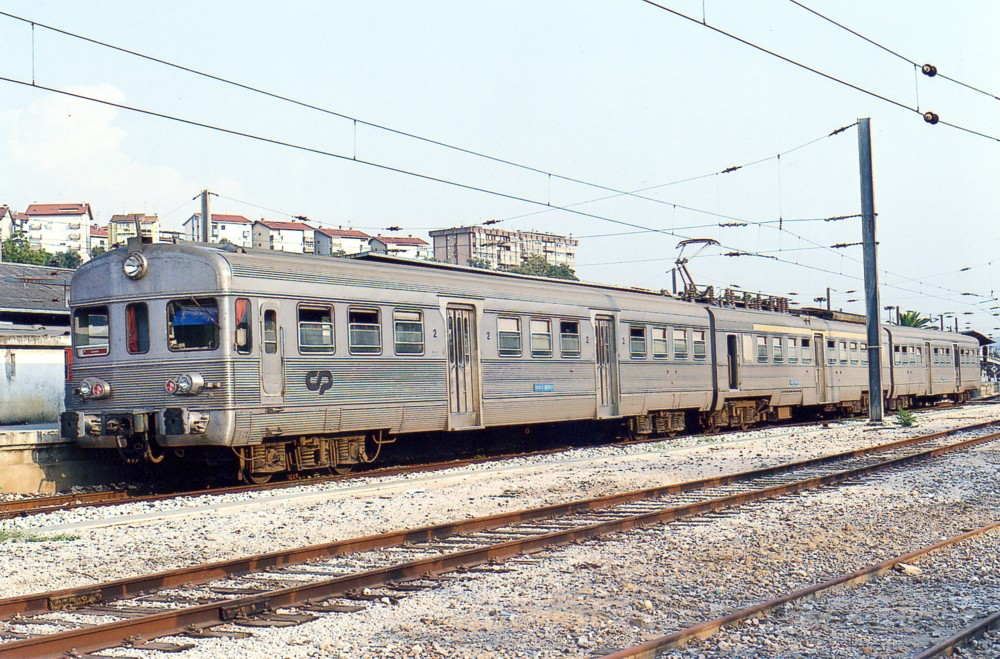
ポルトガル鉄道の2100形電車 （SOREFAMEによるライセンス生産）
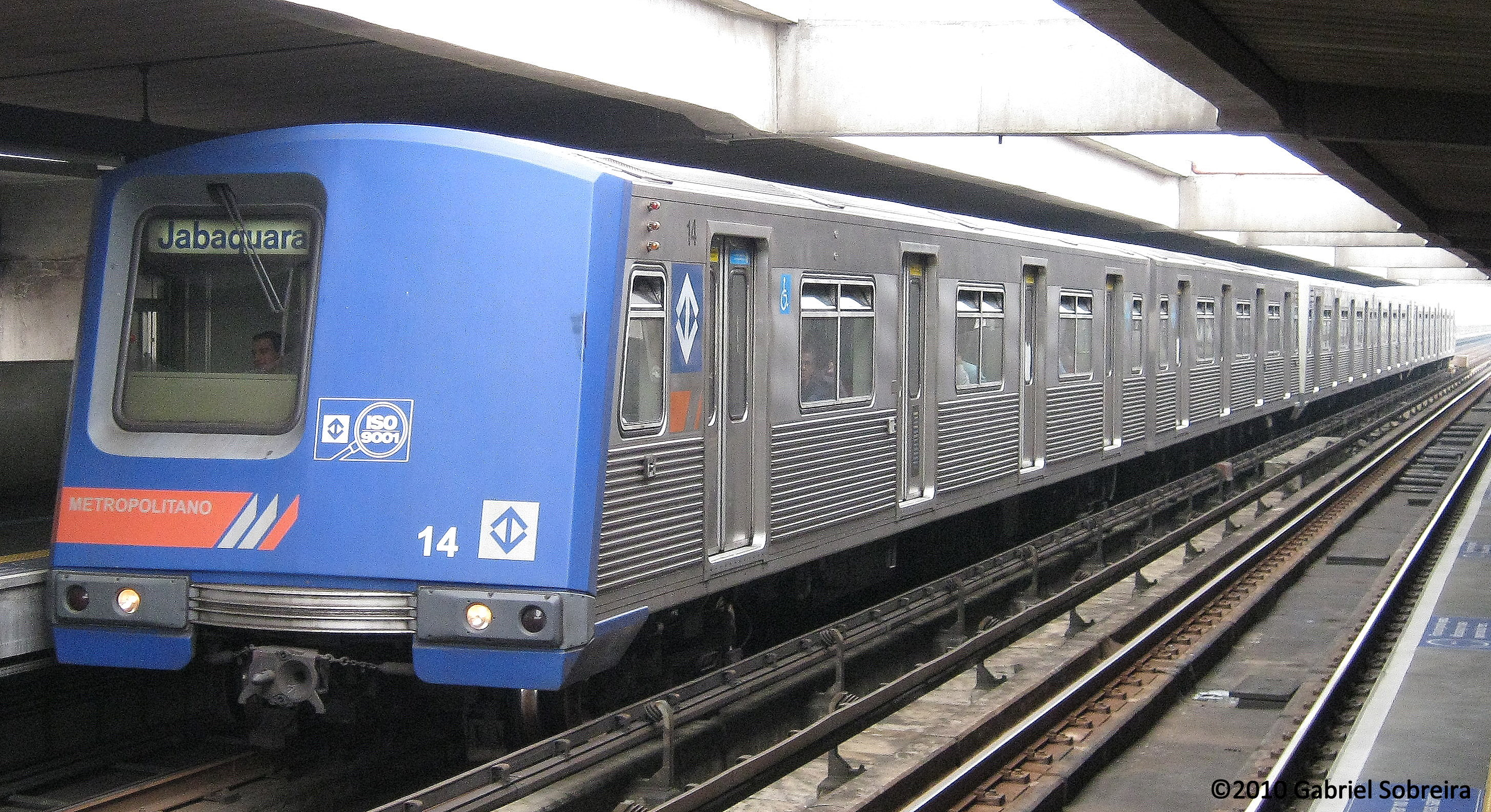
ブラジル・サンパウロ地下鉄の1000形電車 （マフェルサによるライセンス生産）
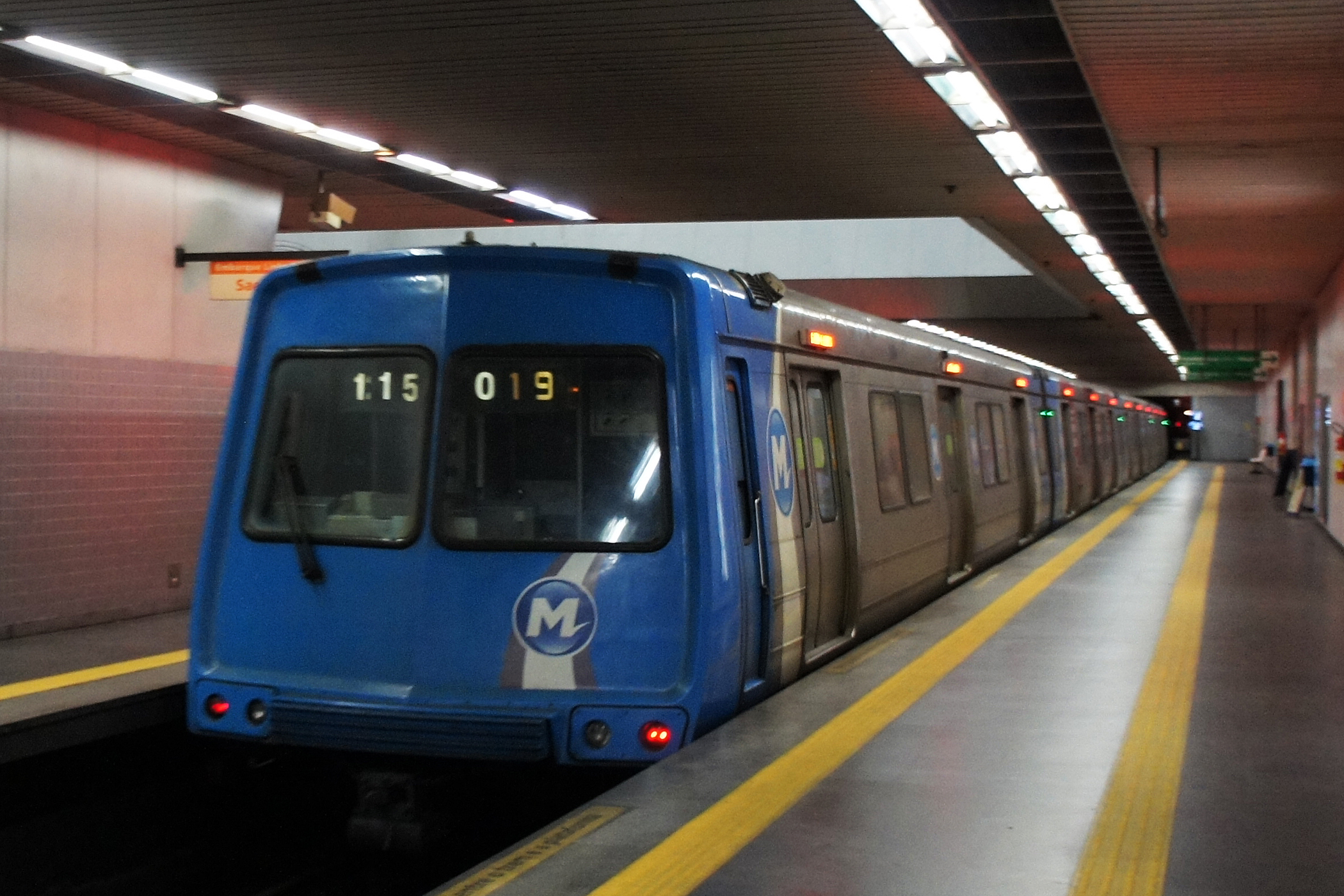
ブラジル・リオデジャネイロ地下鉄の1000形電車 （マフェルサによるライセンス生産）
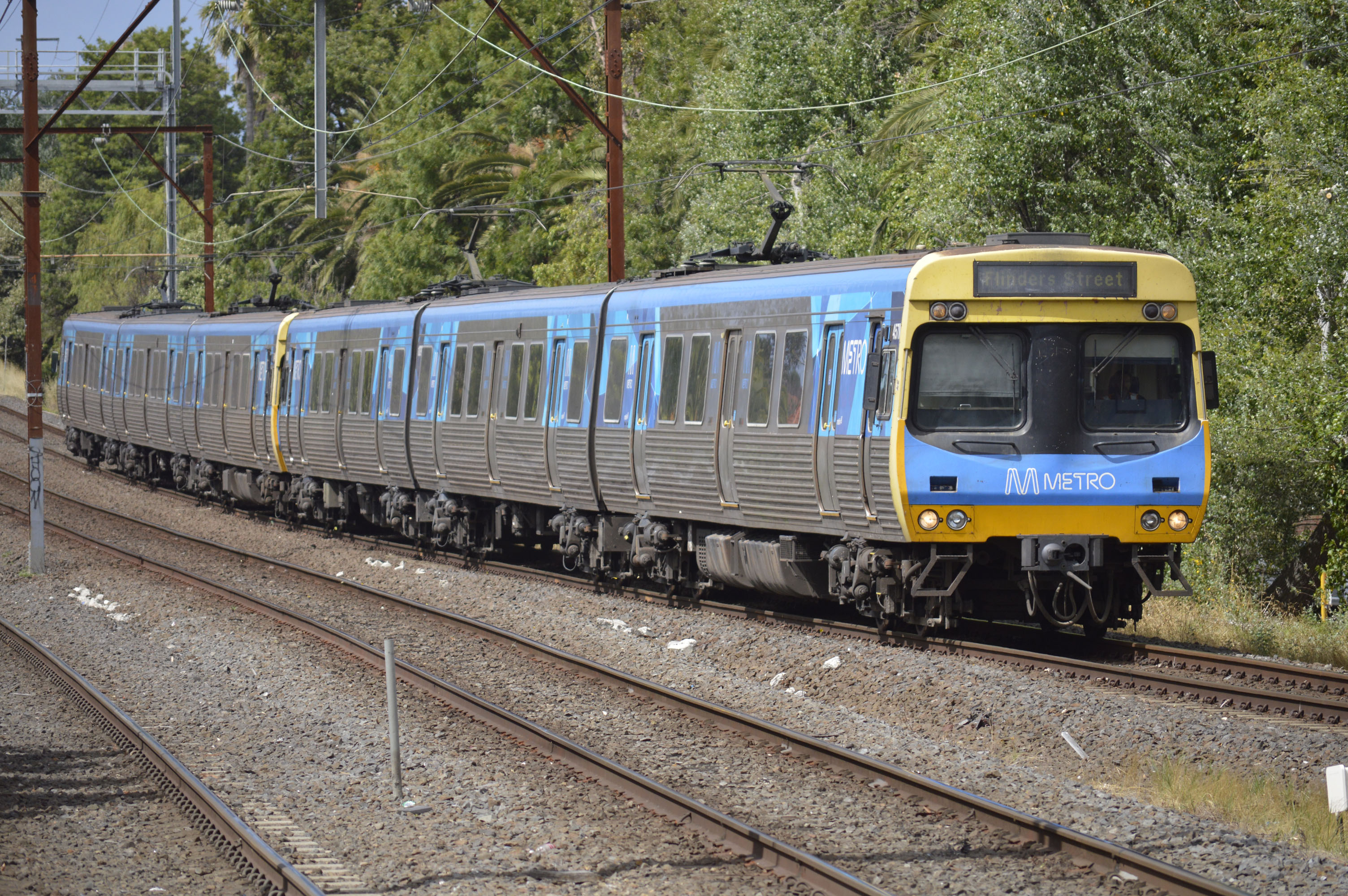
オーストラリア・メルボルンの"Comeng" （コモンウェルス・エンジニアリングによるライセンス生産）
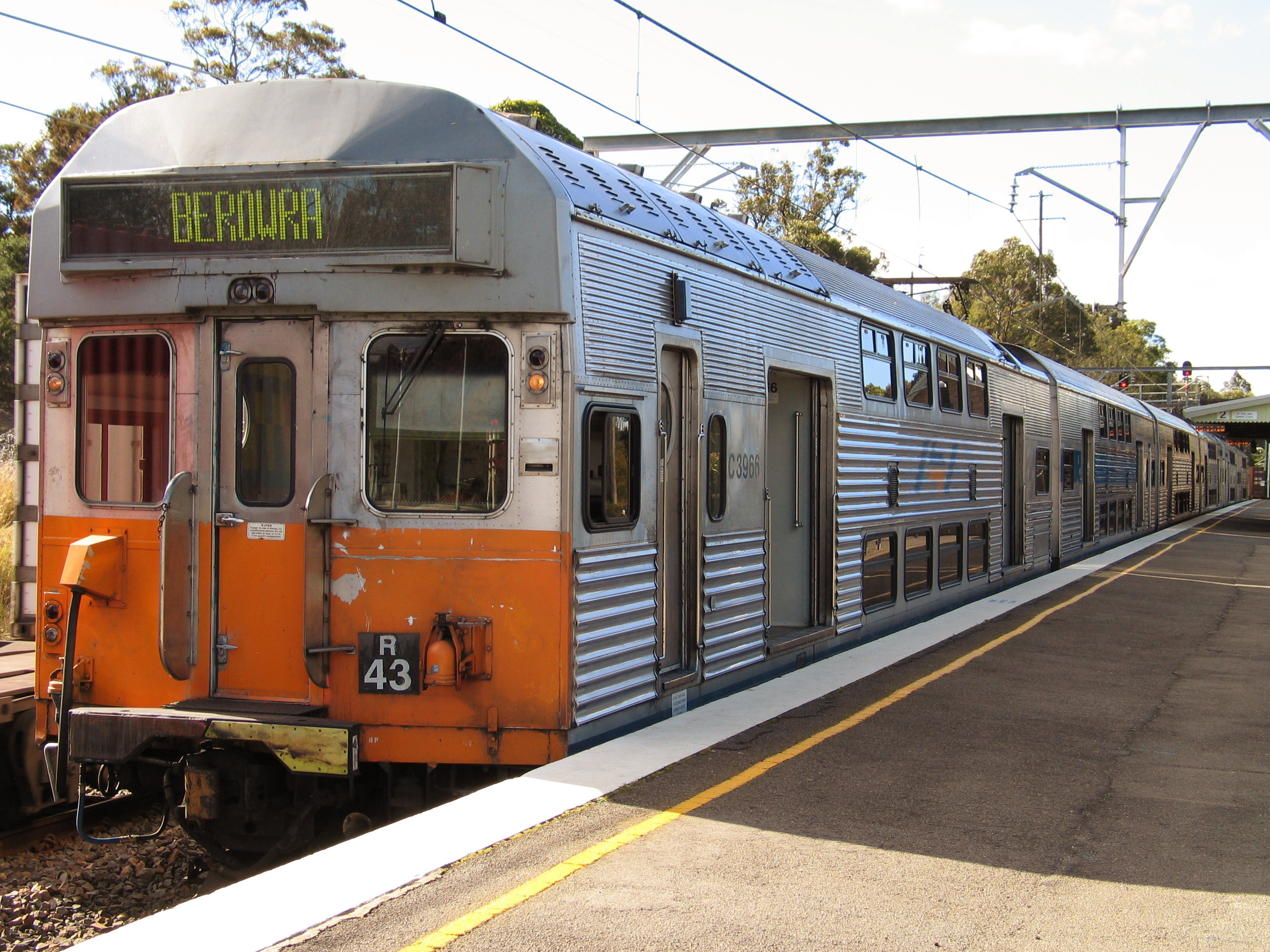
オーストラリア・シドニー・トレインズのS形電車 （コモンウェルス・エンジニアリングによるライセンス生産）
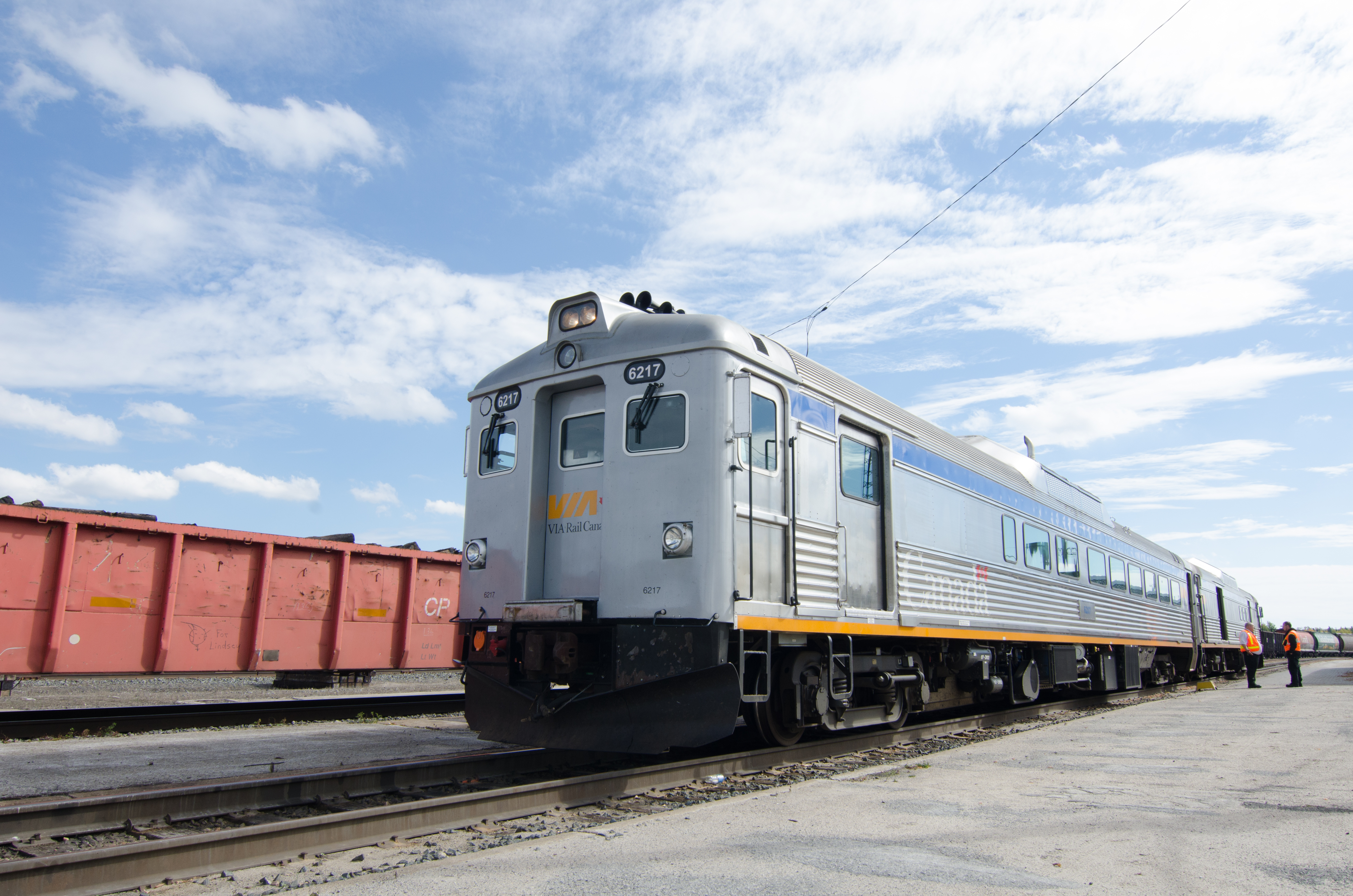
カナダ・VIA鉄道のRail Diesel Car （カナディアン・カー・アンド・ファウンドリーによるライセンス生産）
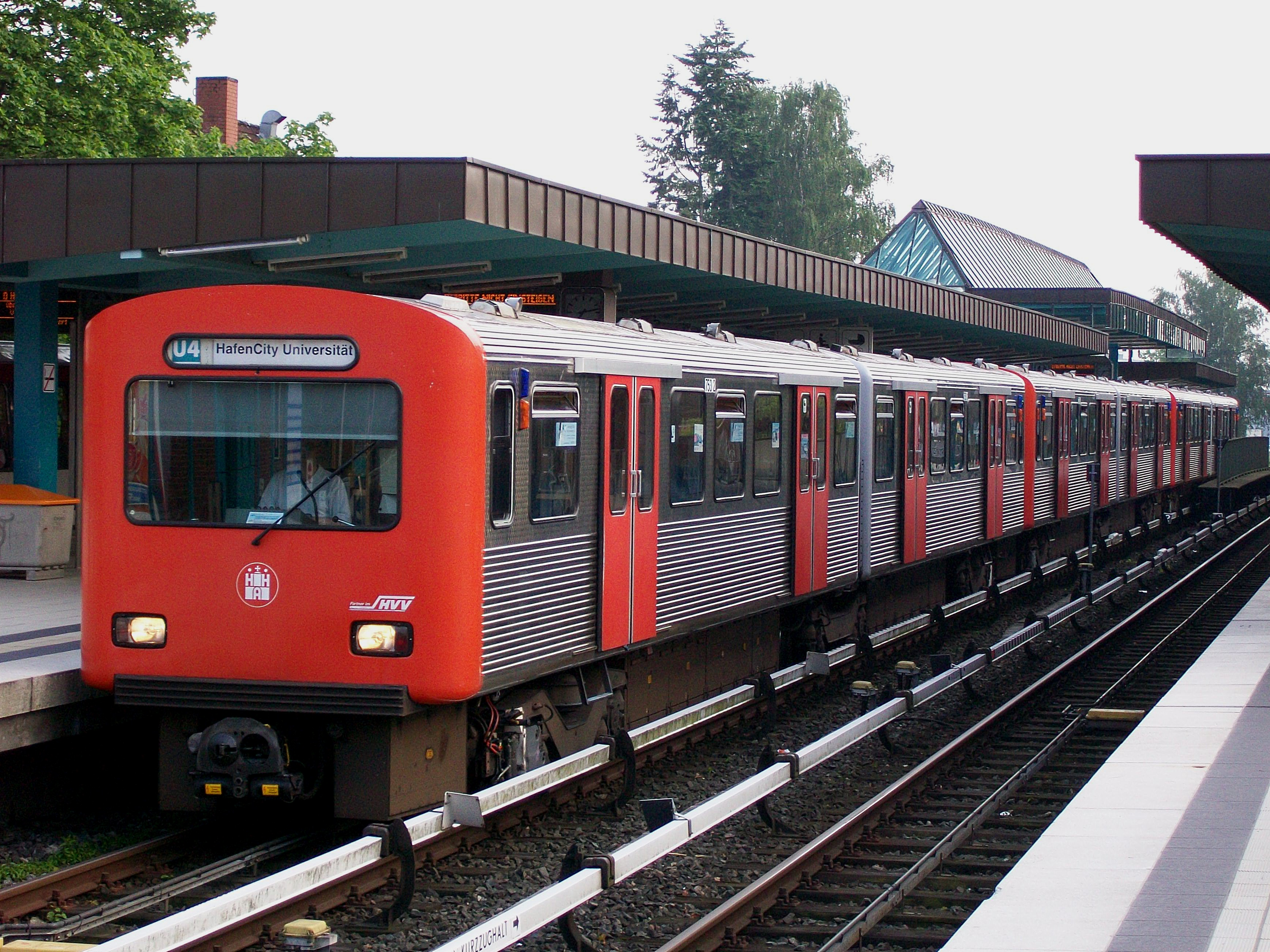
ドイツ・ハンブルク地下鉄のDT2型電車 （リンケ＝ホフマン＝ブッシュによるライセンス生産）
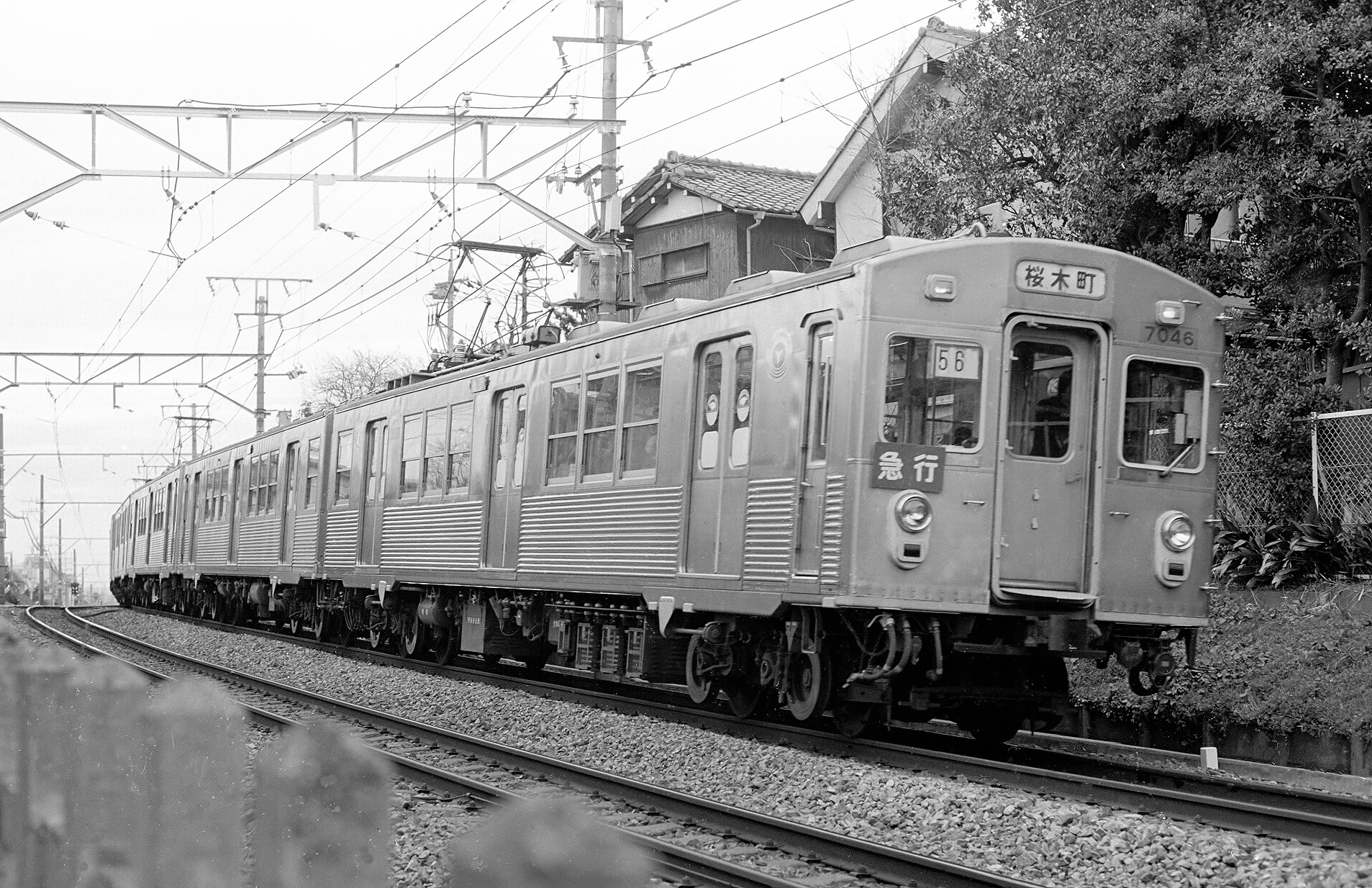
東急の7000系電車 （東急車輛製造によるライセンス生産）
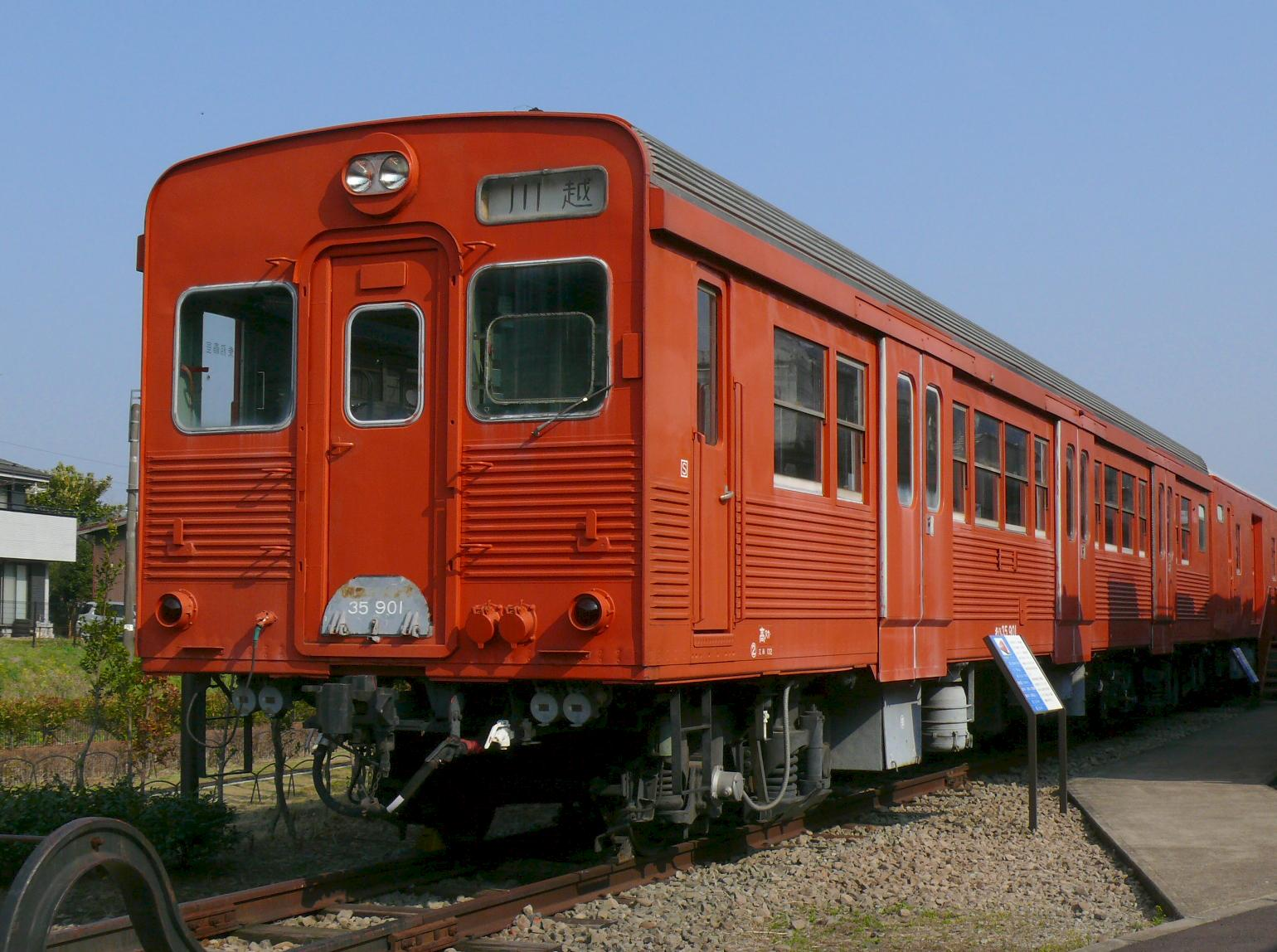
国鉄キハ35 900番台 （東急車輛製造によるライセンス生産）
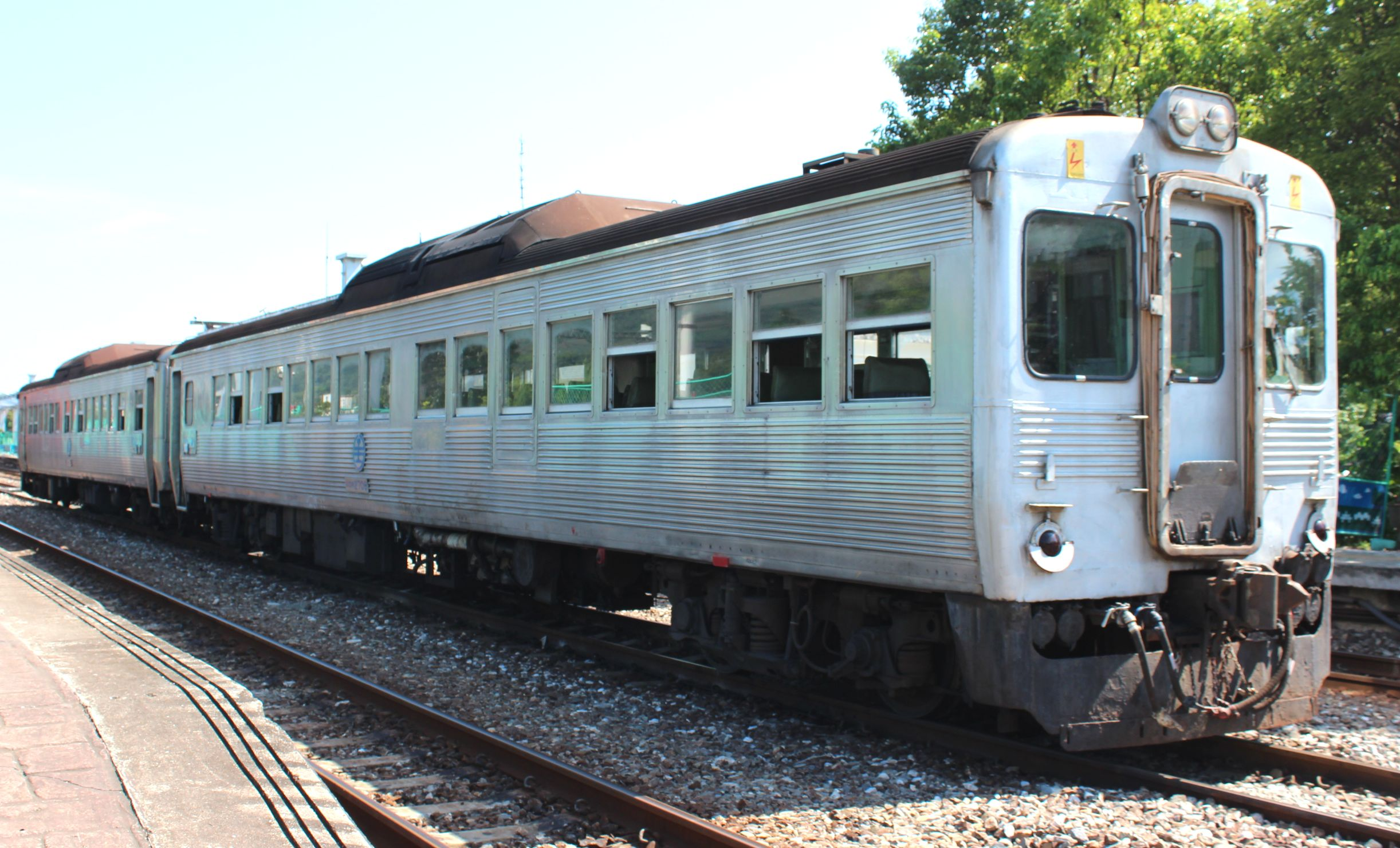
台鉄のDR2700型気動車 （東急車輛製造によるライセンス生産）
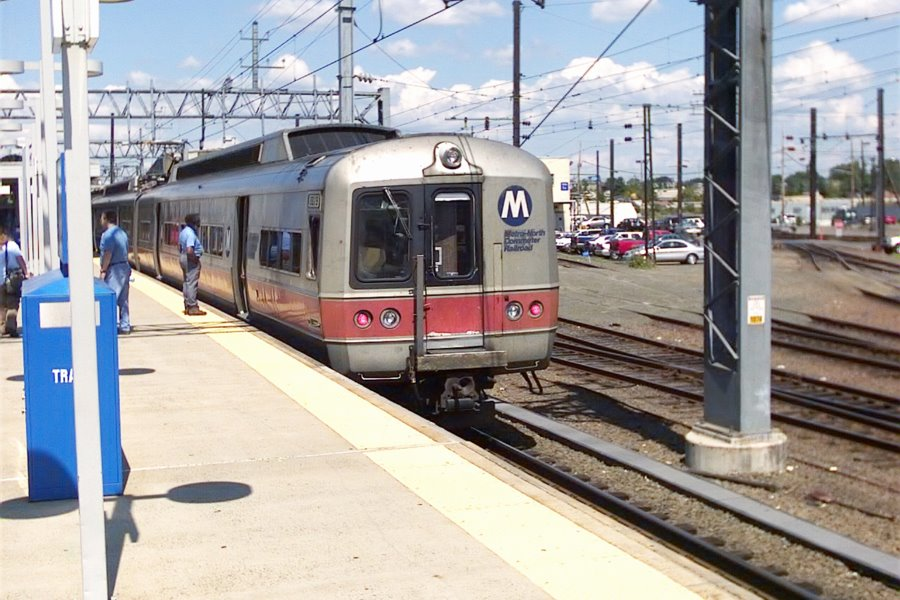
メトロノース鉄道のM2型電車 （カナディアン・ヴィッカースによるライセンス生産）
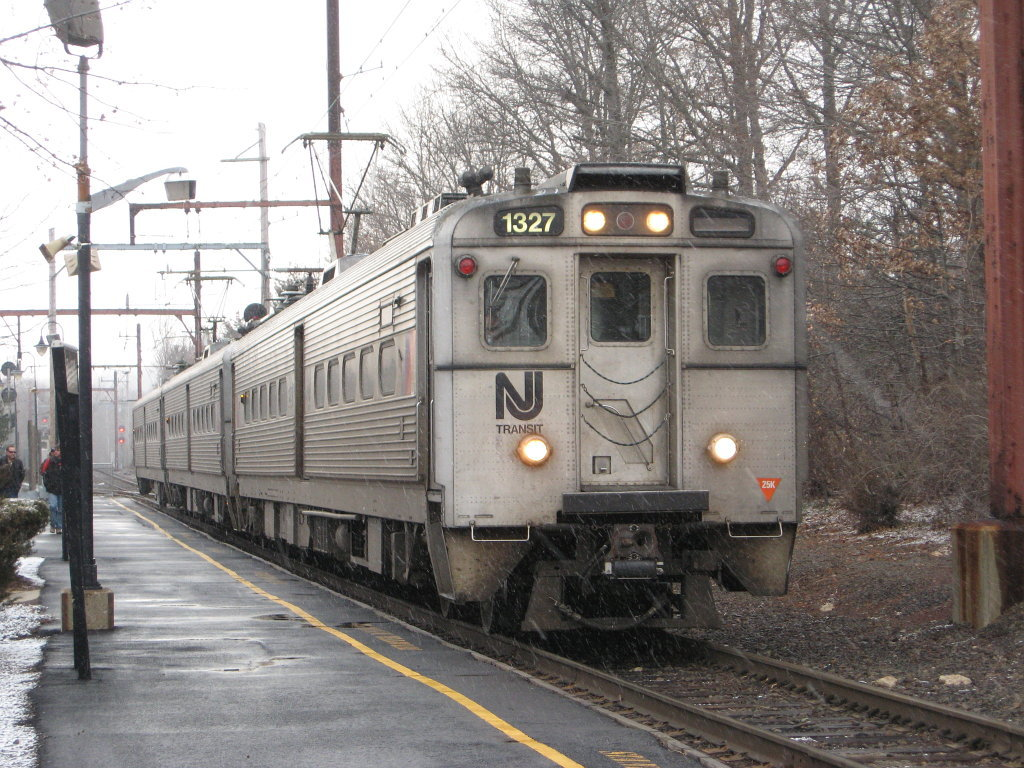
ニュージャージー・トランジットのアローⅢ電車 （Avcoによるライセンス生産）